# Зоран С. Петровић
Зоран С. Петровић (Прокупље, 4. јун 1941) српски је физикохемичар и академик.

## Биографија

### Академска каријера
Завршио је основне студије на Технолошко-металуршком факултету Универзитета у Београду 1964. и докторат на Универзитету у Глазгову 1974. године. Радио је као професор физичке хемије полимера на Универзитету у Новом Саду 1978—1992, као гостујући професор на Универзитету у Масачусетсу 1992—1994, као професор на Универзитету у Питсбургу 1994—2011. и као професор емеритус од 2014.
Он је инострани члан састава Српске академије наука и уметности од 5. новембра 2009.

### Остале стручне активности
Члан је Америчког хемијског друштва, Друштва за истраживање материјала, Друштва инжењера пластике, Реолошког друштва, Америчког друштва хемичара нафте, председник је Хемијског друштва Војводине и члан председништва Српског хемијског друштва. Члан је уредништва Свет полимера и члан уредничког борда Journal of Polymers and the Environment.

## Награде
Добитник је Председничке награде за зелену хемију 2007, награде за иновације у глицерину 2009, награде за угледног научника Универзитета у Питсбургу и награде за животно дело Друштва за био-еколошке полимере 2014. године.